# Branxholm
Branxholm – miasto w Australii, w północno-wschodniej części Tasmanii.